# ALSOKファシリティーズ
ALSOKファシリティーズ株式会社は、清掃など綜合管理業務を営む日本のビルメンテナンス企業。ALSOKが100%出資している同社の連盟会社。

## 概要
ALSOKグループのビル管理会社、綜合管財株式会社として設立。綜合管理（清掃・設備管理）・ファシリティマネジメント業務を主たる事業とする。
以前は常駐警備も主要業務の一つであり、2002年ワールドカップでは横浜市に置かれたメディアセンターの警備を行った。
常駐警備業務は連盟移管及び再編が行われ、2010年4月の静岡県における常駐警備業務のALSOK駿河（現・ALSOK静岡）への移管をもってビルメンテナンス専業となった。
2015年7月13日、綜警ビルサービス株式会社からALSOKビルサービス株式会社に商号変更した。
2021年4月1日にALSOKファシリティーズ株式会社に商号変更した。

## 営業拠点
- 本社別館
- 東京支社
- 東京東支社
- 多摩市社
  - 立川支店
- 埼玉支社
  - 高崎支店
- 千葉支社
- 横浜支社
- 静岡支社
- 名古屋支社
- 浜松支社
- 関西支社
  - 京都営業所
  - 神戸営業所
- コールセンター

## 事業展開・主たる取引先等
首都圏での清掃・ビルメンが事業の柱となっている。
- ホテルグランドパレス
- 東京国際大学
- 東京エレクトロン
- モード学園コクーンタワー - 管理業務を受託。
- 法政大学 - 管理業務を受託。
- みずほ銀行

以前は、静岡地区で常駐警備業務を中心に展開していた。静岡では首都圏のような規模でのビルメンテナンス業務受注が見込めないため、常駐警備に特化したものである。
- 静岡空港 - 同空港の警備業務を綜合警備保障の下請として受託。
- 住友理工富士裾野製作所 - 常駐警備業務を受託。
- パナソニックEVエナジー - 本社工場の常駐警備業務を受託。
- 中日新聞東海本社 - 常駐警備業務を受託。（浜松球場で開催される中日ドラゴンズ戦の警備も担当）
- 中外製薬 - 藤枝工場の常駐警備業務を受託。
- ヤマハ発動機 - 本社の常駐警備及び清掃業務を受託。
- NTN - 磐田製作所の常駐警備業務を受託。

この様に清掃、警備の別なく幅広く事業を展開していたが、この様な業態は中小の会社に見られる傾向であり、同じく警備会社系の東京美装興業（セコム系）が完全に清掃・ビルメンテナンス専業なのとは対照的である。